# Zeitgeist (2007)
Zeitgeist (Alternativtitel: Zeitgeist – Der Film) ist ein von Peter Joseph produzierter Film, der mit den Mitteln eines Dokumentarfilms unter anderem eine Reihe von Verschwörungstheorien rund um das Christentum, die Terroranschläge vom 11. September 2001 sowie die Verbindung zwischen Hochfinanz und Kriegswirtschaft aufgreift.
In den Jahren 2008 und 2011 erschienen zwei Fortsetzungen des Filmes, die ebenfalls von Peter Joseph gedreht wurden: Zeitgeist: Addendum und Zeitgeist: Moving Forward.

## Veröffentlichung und Reaktion
Der Film war ursprünglich ein Teil einer künstlerischen musikalischen Live-Aufführung von Peter Joseph.
Der Film wurde im Juni 2007 über Google Video sowie auf DVD veröffentlicht. Mit 70.000 Downloads pro Tag ist Zeitgeist innerhalb kurzer Zeit zu einem der erfolgreichsten Internet-Filme geworden. Der Film wurde in viele Sprachen übersetzt und hat auf Videoplattformen, in Foren und Blogs für Diskussionsstoff und zur Erstellung von unabhängigen Editierungen und Videokommentaren geführt.

## Inhalt

### Intro
Der Film beginnt mit animierten abstrakten Darstellungen, der Nennung der Beteiligten, mit einem Cartoon sowie Audiozitaten. Dann redet Chögyam Trungpa Rinpoché über Spiritualität, gefolgt von einer Abfolge von musikalisch synchronisierten Darstellungen von Kriegsereignissen, Explosionen und den Terroranschlägen am 11. September 2001. Während der Titel des Films eingeblendet ist, wird Jordan Maxwell’s Inner World of the Occult zitiert. Dabei wird der Allgemeinnutzen der religiösen Institutionen, der Regierungen und der Bankenkartelle in Frage gestellt, vor dem Hintergrund eines Wahrheitsideals, das als ursprüngliche göttliche Größe zugrunde gelegt wird. Das Intro des Films endet mit einem von Cartoons untermalten Monolog des amerikanischen Late-Night-Komikers George Carlin über Religionen.

### Teil I

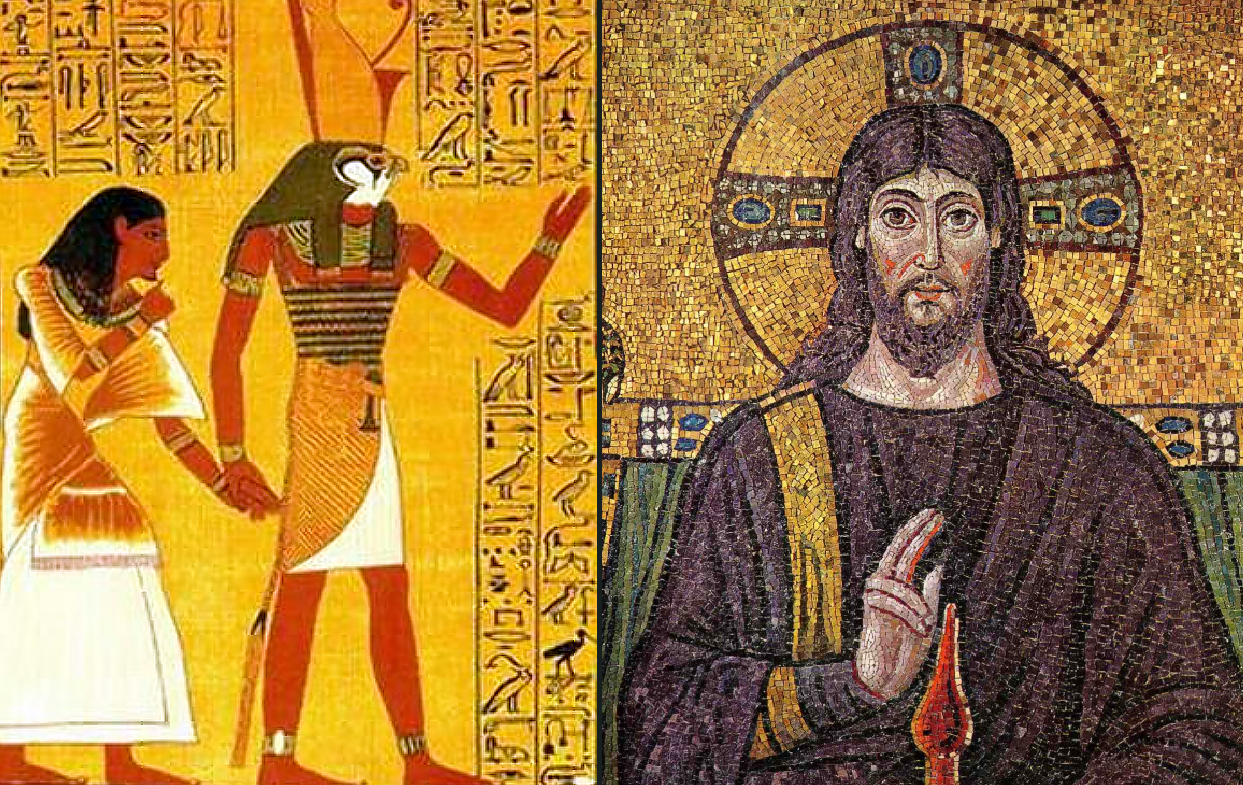
Horus links und Jesus rechts werden im Film als Sonnengötter bezeichnet

Der erste Teil, Die größte Geschichte aller Zeiten, betrachtet die Jesusgeschichte unter religionshistorischem Aspekt. Es werden Parallelen des Christentums und anderer Religionen zu vorangegangenen Glaubensrichtungen und Traditionen hergestellt und ihre Ursprünge auf altertümliche astronomische Beobachtungen und astrologische Mythen zurückgeführt. Jesus von Nazaret als historische Figur wird einem kritischen Blick unterzogen und es werden literarische und astrologische Parallelen und Vorläufer aufgezeigt. Es wird das strategische Aufgreifen und Propagieren der Jesusgeschichte durch die römische Kirche angeführt, welches im Ersten Konzil von Nicäa unter dem römischen Kaiser Konstantin I. vereinbart wurde.
Im Hinblick auf eine sachliche Herangehensweise an die Jesusgeschichte wird auf das vollkommene Fehlen historischer Erwähnungen der Person Jesu Christi aufmerksam gemacht, wodurch – angesichts der Jesus zugeschriebenen Wundertaten – die reale Existenz der Person unplausibel erscheine. Von sämtlichen Geschichtsschreibern, die zu Zeiten lebten, die sie zu Zeitgenossen Jesu hätten machen können, so der Film, erwähne keiner entsprechende Vorkommnisse oder Personen. Die dabei in Betracht gezogenen Geschichtsschreiber sind: Aulus Persius Flaccus, Lucius Iunius Moderatus Columella, Dion Chrysostomos, Justus von Tiberias, Titus Livius, Marcus Annaeus Lucanus, Lucius Flavius Arrianus, Titus Petronius, Phaedrus, Philo Judaeus, Phlegon von Tralleis, Plinius der Ältere, Plutarch, Pomponius Mela, Quintus Curtius Rufus, Quintilian, Quintus Curtius Rufus (Suffektkonsul), Seneca, Silius Italicus, Statius, Theon von Smyrna, Gaius Valerius Flaccus, Valerius Maximus.
Die vier Autoren, die gerne als Jesusbelege angeführt werden, seien teils falsch, teils falsch interpretiert. Drei davon seien Plinius der Jüngere, Sueton und Tacitus, deren Nennungen des Wortes „Christus“ falsch interpretiert werden, wenn sie als Referenz auf die biblische Figur Jesus Christus verstanden werden, da das Wort „Christus“, zu deutsch „gesalbt“, „der Gesalbte“, ein Attribut ist, das vielfach verwendet wurde. Der vierte dieser Autoren ist Josephus, dessen angebliche Nennung eines Jesus Christus heute von Historikern gemeinhin als Fälschung angesehen werde.
Der Abschnitt stützt sich auf eine Reihe Autoren, Filmemacher und Forscher, wie den Dichter und Amateurägyptologen Gerald Massey aus dem 19. Jahrhundert und seine These von der Gleichsetzung von Horus und Ra, den Mithrasforscher David Ulansey mit seiner astronomischen Deutung der Legende der Tauroktonie, den Mythologen Joseph Campbell, Kersey Graves und D.M. Murdoch (Acharya S). Letzterer hat eine Untersuchung des 1. Teils des Films in englischer Sprache herausgegeben.
Man zeigt eine Anzahl paralleler Merkmale von Horus, dem ägyptischen Himmelsgott, und anderen Gottheiten aus der ägyptischen und weiteren antiken und vorantiken Mythologien und Religionen, namentlich Attis, Dionysos, Mithra, Krishna und Jesus. Ihnen allen werden im Film Eigenheiten wie die Geburt durch eine Jungfrau am 25. Dezember, zwölf Jünger, Tod und Wiederauferstehung nach drei Tagen sowie das Bewirken von Wundern zugesprochen. Sämtliche Behauptungen werden durch Verweise auf Publikationen der oben genannten Autoren zu belegen versucht. Nachdem diese fünf angeblich Christus-ähnlichen Sonnengottheiten vorgestellt wurden, erscheint eine Liste anderer Gottheiten, die die entscheidenden Charakteristiken von Attis, Dionysos, Mithra, Krishna und Horus teilen sollen. Diese Liste entstammt unverändert aus dem ersten Kapitel Kersey Graves Buch The World’s Sixteen Crucified Saviors (1875). Nur Muhammad, der als letztes in Graves Liste steht, wird in Zeitgeist weggelassen.
- Crishna von Hindostan
- Budha Sakia von Indien
- Salivahana von Bermuda
- Zyulis, oder Zhule, auch Osiris and Orus von Ägypten
- Odin von den Skandinaviern
- Crite von Chaldea
- Zoroaster und Mithra von Persien
- Baal und Taut "die von Gott einziggezeugten" von Phoenizien
- Indra von Tibet
- Bali von Afghanistan
- Jao von Nepal
- Wittoba von den Bilingonesiern
- Thammiz von Syrien
- Atys von Phrygien
- Xamolxis von Thrakien
- Zoar von den Boanzen
- Adad von Assyrien
- Deva Ta, und Sammanocadan von Siam
- Aklcides von Theben
- Mikado von den Sintroern
- Beddru von Japan
- Hesus oder Eros, und Bremrillah, von den Druiden
- Thor, Sohn von Odin, von den Galliern
- Cadmus von Griechenland
- Hil und Feta von den Mandaiten
- Gentaut and Quexalcote von Mexico
- Universalmonarch von den Sibyllen
- Ischy von der Insel Formosa
- Göttlicher Lehrer von Plato
- Heiliger von Xaca
- Fohi und Tien von China
- Adonis, Sohn der Jungfrau Io von Griechenland
- Ixion und Quirinus von Rom
- Prometheus vom Kaukasus

Weiterhin werden Parallelen mit biblischen Texten und der Astronomie herbeigezogen, wo Joseph das Phänomen der Präzession anschaulich erklärt. Was schon den alten Ägyptern und antiken Gesellschaften voll bewusst gewesen sein soll, ist das sogenannte Große Jahr. Etwa alle 2150 Jahre ereignet sich der Sonnenaufgang am Morgen der Frühjahrs-Tag-und-Nacht-Gleiche in einem anderen Tierkreiszeichen. Die Bibel gäbe eindeutig die symbolische Bewegung durch drei Ären wieder, während eine vierte angedeutet würde. Im alten Testament sei Moses auf dem Berg Sinai erzürnt darüber, dass sein Volk ein goldenes Kalb verehrt. Das goldene Kalb sei das Sternbild Stier. Und Moses repräsentiere die neue Ära des Sternbildes Widder. Deshalb würden noch heute die Juden das Widderhorn Schofar blasen. Bei anderen Gottheiten seien diese Übergänge ebenfalls zu finden, wie etwa bei Mithras, der den Stier tötet (Tauroktonie); die Symbolik dabei sei dieselbe. Jesus, so Joseph, sei die Figur, die der Ära nach der des Widders zuzurechnen sei, der Ära der zwei Fische. Fisch-Symbolismus sei sehr häufig im neuen Testament anzutreffen. Jesus versorge 5.000 Menschen mit Brot und zwei Fischen. Als Jesus sein geistliches Amt beginnt, freundet er sich mit zwei Fischern an, die ihm daraufhin folgten. Der „Jesus-Fisch“ am Heck von Autos sei ebenso ein Indiz für das Sonnenkönigreich in der Ära der Fische. Jesus vermeintlicher „Geburtstag“ sei in Wirklichkeit der Start dieser Ära. Außerdem wird behauptet, dass die Begebenheit, als im Lukas-Evangelium, Kapitel 22,10, Jesus von seinen Jüngern gefragt wird, wo das nächste Pessachfest stattfinden soll, wenn er weg ist, und Jesus antwortete:
„Siehe, wenn ihr hineinkommet in die Stadt, wird euch ein Mensch begegnen, der trägt einen Wasserkrug, folgt ihm in das Haus, in das er hineingeht!“
Dies sei eine der mit Abstand deutlichsten aller Bezugnahmen auf die Astrologie in der Bibel. Alles, was Jesus damit sage, sei, dass nach der Ära der Fische die des Wassermanns beginne.
Im Anschluss werden Thesen für die Gründe der behaupteten übereinstimmenden Merkmale aufgestellt. Um die Gründe für eine Geburt am 25. Dezember zu nennen, wird zunächst erklärt, dass die Wintersonnenwende der kürzeste Tag im Jahr in der nördlichen Hemisphäre ist. Angeblich, so der Film, würden erst drei Tage nach der Wintersonnenwende die Tage wieder länger. Dieser Tag markiere die Geburt des Gottes des Lichts oder des Sonnengotts. Eine andere christlich-astrologische Leihgabe sind dem Film zufolge die drei Sterne im Oriongürtel („drei Könige“ genannt), welche sich mit Sirius, dem hellsten Stern im Himmel, in einer Linie zu dem Punkt aufreihen, an dem angeblich die Sonne am 25. Dezember am Horizont aufsteigt. Diesem Zeitpunkt wird die Geburt Christi zugeschrieben, bei der, so behauptet der Film, dem christlichen Mythos zufolge, drei Könige dem Stern in Richtung Osten folgen, um den Platz von Jesu Geburt zu finden, der Geburt der Sonne.
Außerdem steige die Sonne am 25. Dezember in der Nähe des Sternbilds Jungfrau auf, womit Jesu Jungfrauengeburt und auch die der anderen Götter in Zusammenhang gebracht werden. Der Abgleich des Sonnenuntergangs in der Nähe von Crux, dem Kreuz des Südens, folgt einem ähnlichen Muster.
Zusätzlich werden Wunder Jesu, wie der Gang übers Wasser (der alltägliche Lauf der Sonnenreflexion über die Wasserflächen), die Heilung der Blinden (ohne Sonne herrscht Dunkelheit, mit dem Morgengrauen kommt die Sicht), die Umwandlung von Wasser in Wein (Ertrag eines Weinberges nach einer sonnenreichen Saison), als metaphorische Wunder deklariert und mit dem Einfluss der Sonne auf das Leben der Menschen in Verbindung gebracht.
Das Christentum wird als gnostischer Mythos dargestellt, der vom römischen Reich im Ersten Konzil von Nicäa bestätigt und auf eine historische Basis gestellt worden sei. Die Inquisition und die Kreuzzüge seien Versuche des Vatikans, seine theologische Deutungshoheit und die politische Führerschaft mit Hilfe des Christentums in Europa zu wahren. Zusammenfassend wird gesagt, das Christentum begünstige zusammen mit anderen theistischen Glaubenssystemen diejenigen, die die „Wahrheit“ über die erfundene Religion kennen, da sie ihr Wissen zur Manipulation der Gesellschaft und deren Kontrolle einsetzen. Andere Menschen seien sich dabei keiner Verantwortung bewusst, denn Gott kontrolliere ja alles. Wer den christlichen Glauben ablehne, dem drohten schreckliche Strafen im Sinne einer ewigen Verfolgung, des Fegefeuers. Somit sei der religiöse Mythos das mächtigste jemals erschaffene Werkzeug und diene als psychologischer Nährboden für die Annahme weiterer Mythen.

### Teil II

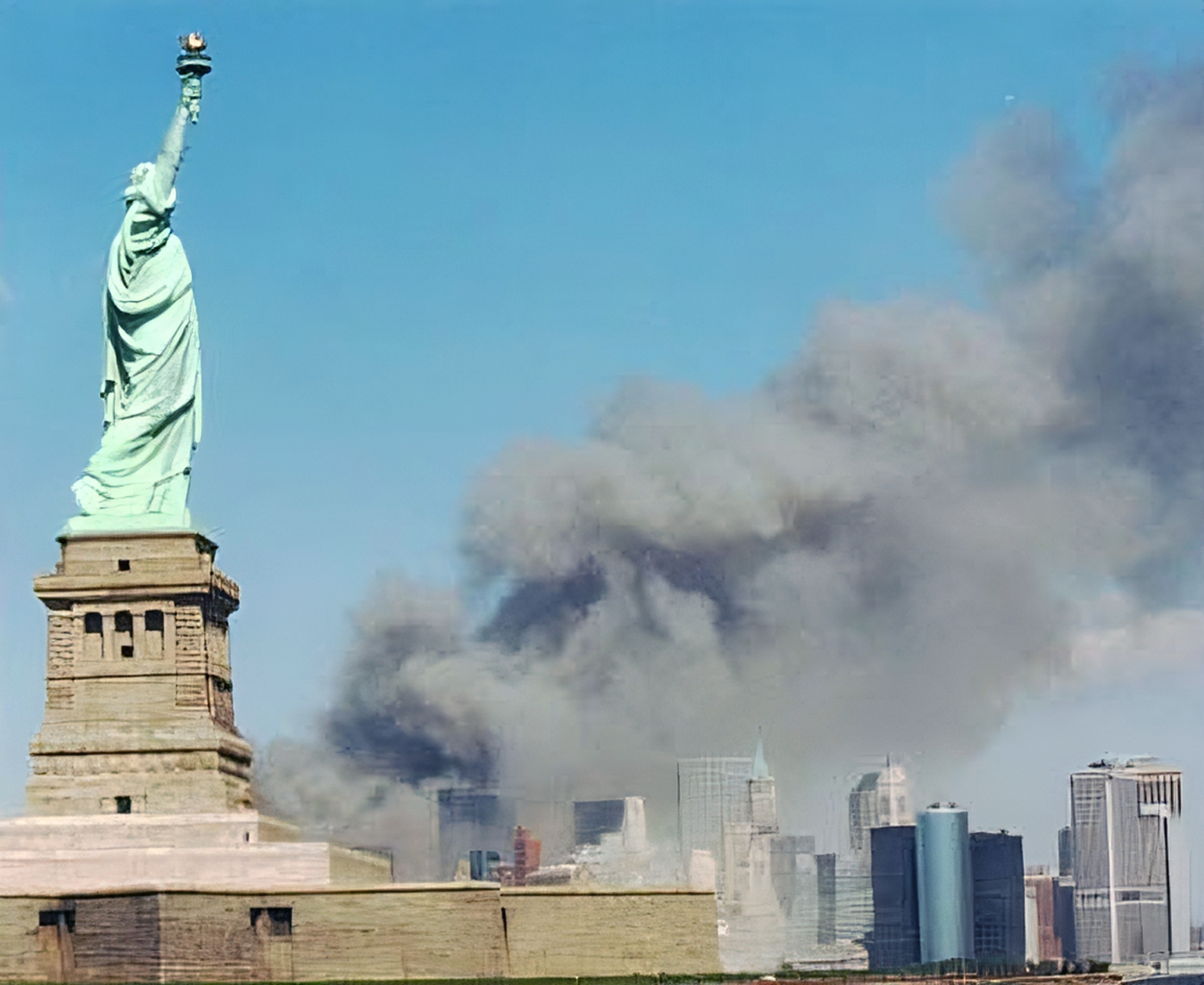
Der Anschlag auf das WTC 2001

Teil II, Die ganze Welt ist eine Bühne, behauptet, die Angriffe des 11. Septembers 2001 seien von Teilen der US-Regierung entweder geplant oder aber durch Unterlassung ermöglicht worden. Ziel sei es dabei gewesen, durch das Schüren von allgemeiner Angst einen Krieg gegen den Terror einleiten und rechtfertigen zu können, einen Vorwand für das Beschneiden ziviler Freiheiten zu erhalten und wirtschaftliche Gewinne zu erhöhen.
Im Detail wird in Teil II behauptet, die US-Regierung habe über die Angriffe zuvor Bescheid gewusst, das Militär habe die Flugzeuge absichtlich ihre Ziele erreichen lassen und die World-Trade-Center-Gebäude 1, 2 und 7 seien durch kontrollierte Sprengung zerstört worden. Der Film behauptet weiterhin, dass sechs der genannten Entführer noch am Leben seien, dass Hani Handschur den Flug 77 ins Pentagon aufgrund seiner Inkompetenz als Pilot nicht hätte steuern können, dass an zwei von drei Absturzorten keine wirklichen Spuren vom Flugzeugwrack zu finden gewesen seien, dass die Bush-Regierung in dem 9/11-Kommissionsbericht die Wahrheit verschleiert habe (zum Beispiel habe sie die Zahlung von 100.000 US-$ der Regierung an die Terroristen einen Tag vor dem Anschlag mit „von keiner praktischen Relevanz“ kommentiert). Außerdem hätten die Massenmedien es versäumt, wichtige Fragen zur offiziellen Meinung zu stellen.
Der Film beruft sich in diesem Teil auf Indizien, die in Deutschland unter anderem von den als Verschwörungstheoretikern bezeichneten Autoren Gerhard Wisnewski, Mathias Bröckers und Andreas von Bülow vertreten werden. Ähnlich wie diese Autoren geht auch der Film allerdings nicht auf die ihren Thesen widersprechenden Beweise und Fakten ein. Peter Joseph unterstützt weiterhin eine neue Untersuchung der Vorkommnisse vom 11. September 2001, trotz eines vorhergehenden Missverständnisses, er hätte seine Meinung geändert.

### Teil III

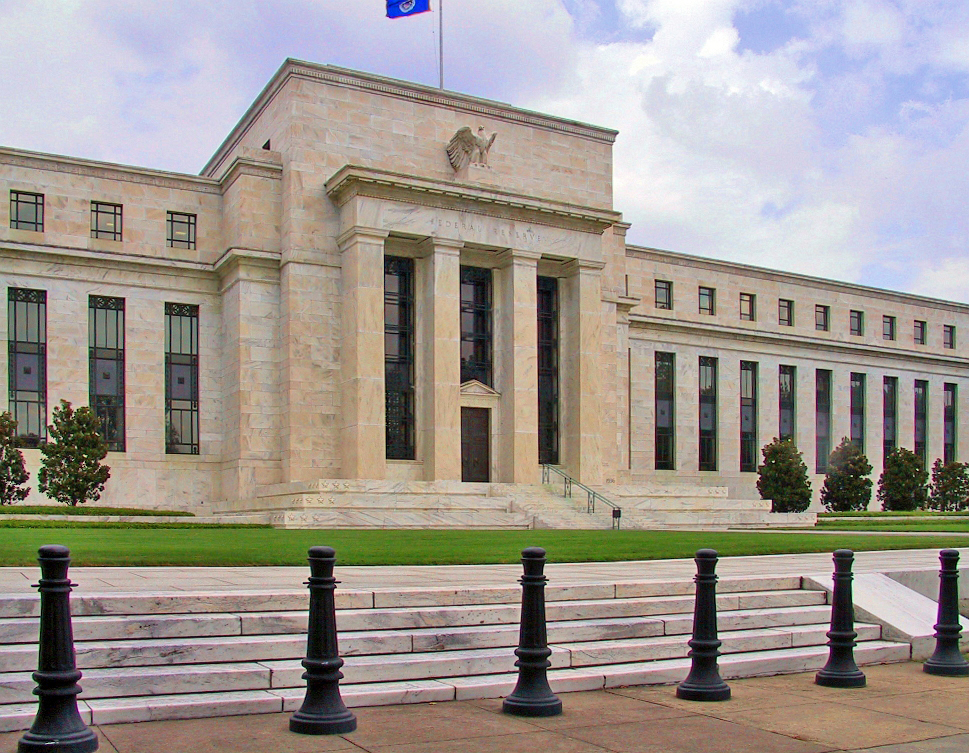
Der Federal Reserve Bank wird vorgeworfen, die Regierung der USA in Kriege getrieben zu haben. Bild: Das Federal Reserve Headquarters in Washington, DC

Theoretische North American Union

In Teil III, Achtet nicht auf die Männer hinter dem Vorhang, wird behauptet, dass zumindest drei der Kriege der Vereinigten Staaten, Erster und Zweiter Weltkrieg sowie der Vietnam-Krieg, während des zwanzigsten Jahrhunderts vollständig zum Gewinn der im Film so genannten internationalen Banker geführt wurden. Verschiedene Ereignisse, so der Film, seien herbeigeführt oder absichtlich nicht verhindert worden, um sie als Begründung für einen Kriegseintritt nutzen zu können. Namentlich geht es dabei um die Versenkung der Lusitania (Kriegseintrittsgrund im Ersten Weltkrieg 2 Jahre später), den Angriff auf Pearl Harbor (Überraschungsangriff der Japaner auf die USA im Zweiten Weltkrieg) und den Zwischenfall im Golf von Tonkin (welcher zum Vietnamkrieg führte).
Dem Film zufolge wurden die USA von der Federal Reserve Bank zur Einmischung in diese Kriege gezwungen, nicht mit dem Ziel, zu gewinnen, sondern um ihn länger anhalten zu lassen. Dies zwang die US-Regierung zur Annahme von Bankkrediten, was, so wird behauptet, den Profit der internationalen Banker erhöhte. Dann erzählt der Film die Geschichte der Federal Reserve Bank und unterstellt ihr, die Große Depression bewusst herbeigeführt zu haben, um die amerikanische Bevölkerung zu bestehlen. Außerdem soll sie die Ermordung von Louis McFadden veranlasst haben, eines Kongressabgeordneten, der kurz davor stand, den Verwaltungsrat der Federal Reserve Bank des Amtes zu entheben. Schließlich behauptet der Film, dass die amerikanische Einkommensteuer illegal sei, da sie in manchen Staaten nicht die nötige Mehrheit erreicht hatte und gegen das amerikanische Grundgesetz verstoße.
Geschildert wird das Agieren zweier britischer Spezialkräfte, die, als Araber verkleidet, in Basra (Irak) auf Zivilisten schossen, von den irakischen Sicherheitskräften festgenommen wurden und schließlich von britischen Einsatzkräften wieder aus dem Gefängnis befreit wurden. Es wird argumentiert, dass die USA kein Interesse an einem befriedeten Irak hätten. Nur während einer destabilisierten Lage wären die USA in der Lage, Öl zu sichern, enorme Profite für Waffenkonzerne zu erzielen und einen plausiblen Vorwand zu haben, permanente Militärbasen in der Region einzurichten, um weitere ölreiche Staaten wie den Iran und Syrien angreifen zu können.
Kritisiert werden die Allgegenwart von Massenmedien und Unterhaltungsangeboten. Auf Grundlage mehrerer eingeblendeter Berichte über sinkende Lese- und Schreibfähigkeit von amerikanischen Studenten wird als Fazit unterstellt, dass die Regierung eine wenig gebildete und nicht kritisch denkende Bevölkerung gezielt anstrebt.
In diesem Teil des Films wird auch behauptet, dass es eine geheime Absprache gebe, die Vereinigten Staaten, Kanada und Mexiko in eine „Nordamerikanische Union“ (North American Union, kurz NAU) zu verschmelzen und den kanadischen Dollar, den US-Dollar und den mexikanischen Peso mit einer neuen Währung, Amero genannt, zu ersetzen. Die Erschaffung der nordamerikanischen Union wird anschließend als erster Schritt hin zu einer Weltregierung gesehen, welche durch die Vereinigung der nordamerikanischen Union, der Europäischen Union, der Afrikanischen Union und einer hypothetischen asiatischen Union erfolgen würde. Der Film spekuliert weiter, dass unter einer solchen Regierung jeder Mensch einen RFID-Chip implantiert bekäme, der zur Überwachung von einzelnen Personen und zur Unterdrückung von Widerstand eingesetzt werden könnte, und zeigt Kommentare von einigen Menschen, die sich bereits einen ortbaren Datenchip implantiert haben lassen. Der Film endet mit Zitaten von Carl Sagan, Bill Hicks und anderen.

### Überarbeitung des Films (2010)
Im Jahr 2010 wurde der Film von Peter Joseph überarbeitet und neu veröffentlicht. In der neuen Version wurde die Erzählung des ersten Teils stellenweise neu gestaltet und der zweite Teil des Films um neue Erkenntnisse erweitert. Der dritte Teil wurde gegenüber der ursprünglichen Version gekürzt. Zudem wurden Quellenangaben korrigiert und hinzugefügt.

## Auszeichnungen und Medien
Am 10. November 2007 wurde der Film im Egyptian Theater in Hollywood als Teil des 4th Annual Artivist Film Festival aufgeführt und mit dem Best feature Award für Spielfilme der Kategorie Artivist Spirit ausgezeichnet. 2008 gewann die Fortsetzung Zeitgeist Addendum ebenfalls in der Kategorie Artivist Spirit.
Im September 2008 erhielt er eine spezielle Beachtungsauszeichnung beim Rutger Hauer’s Film Festival in Mailand.
Trotz dieser Auszeichnungen rief der Film auf Seiten der Medien nur geringes, negativ gefärbtes Interesse hervor.

## Sichtungen auf YouTube
Die größte Wirkung entfaltete der Film durch die Videoplattform YouTube. Dort wurde er am 16. Juni 2007 unter dem Titel Zeitgeist – The Movie: Federal Reserve in fünf Teilen veröffentlicht. Die meisten Sichtungen erhielt der erste Teil, die Zuschauerzahl der folgenden Teile war wesentlich niedriger. Diese Popularitäts-Konzentration verstärkte sich mit der Dauer der Veröffentlichung.
| Filmteil | Sichtungen 17. Apr. 2011 | Zuschaueranteil 2011 | Sichtungen 4. Okt. 2012 | Zuschaueranteil 2012 | Länge (Minuten) |
| -------- | ------------------------ | -------------------- | ----------------------- | -------------------- | --------------- |
| Teil 1   | 4.534.045                | 100,0 %              | 5.479.950               | 100,0 %              | 7:38            |
| Teil 2   | 1.509.017                | 33,3 %               | 1.791.470               | 32,7 %               | 9:26            |
| Teil 3   | 1.260.194                | 27,8 %               | 1.479.029               | 27,0 %               | 9:37            |
| Teil 4   | 1.072.942                | 23,7 %               | 1.259.467               | 23,0 %               | 9:59            |
| Teil 5   | 844.909                  | 18,6 %               | 994.319                 | 18,1 %               | 8:11            |

## Kritik

### Darstellung in den Medien
Der Film Zeitgeist wurde in klassischen Rezensionsmedien wie Fernsehen und Zeitungen kaum wahrgenommen, dafür aber in Internetforen, Radiosendern und Blogs vielfach diskutiert. Die Reaktionen spalten sich in zwei Lager: Einerseits artikulieren viele Kommentare Betroffenheit über die im Film dargestellten Zusammenhänge; andererseits drücken viele Beiträge aufgrund der zahlreichen zweifelhaften Darstellungen und der angeblich verfälschten Beweise ihre Ablehnung aus.
Kommentare zu Zeitgeist in den Massenmedien sind selten und meistens negativ, da die unsaubere Argumentation auf Basis von angeblich verfälschten Tatsachen oder erfundenen Zusammenhängen offensichtlich sei. In einem Artikel der Irish Times hieß es, „Zeitgeist: the Nonsense“ sei eine surreale Perversion von echten Themen und Debatten. Der Film greife Glaubensfragen, die Bush-Regierung und die Globalisierung an, es gebe jedoch mehr als genug nachgewiesene Ungerechtigkeiten in dieser Welt, als dass man weitere hinzuerfinden müsse.
Die New York Times berichtete als eine der wenigen großen Zeitungen über den Film.
Als Reaktion auf die Kritik veröffentlichte Peter Joseph zusätzlich zum Transkript einen 220 Seiten langen Quellenführer zum Film (Zeitgeist: The Movie Companion Source Guide), in dem Belege für die Behauptungen genannt würden, welcher bislang nicht von Kritikern angesprochen und bewertet wurde.

### Vorwürfe: Verschwörungstheorie und Antisemitismus
Wegen der Herstellung eines Zusammenhangs zwischen der Hochfinanz und der Initiation oder der Unterstützung von Kriegen und bewaffneten Konflikten sowie wegen seiner angegebenen Quellen, wie beispielsweise David Icke, wird dem Film struktureller Antisemitismus vorgeworfen.
Laut dem amerikanischen Politikwissenschaftler Michael Barkun kommt der Film einer „Superverschwörungstheorie“ nahe, das heißt einem Konstrukt, das mehrere Verschwörungstheorien miteinander kombiniert: Die bloße Kombination von Aussagen über die Entstehung von Religionen, über die Anschläge vom 11. September und über Geldtheorie lege nahe, dass es inhaltliche Zusammenhänge zwischen ihnen gebe, auch wenn im Film niemals explizit gesagt werde, welche. Der Medienwissenschaftler Simon Spiegel bewertet den Film als ein „wildes Gemisch unterschiedlicher Verschwörungstheorien“, die unterschiedliche Institutionen für „alle Übel der Welt verantwortlich“ machten.

### Fehler und Ungenauigkeiten des 1. Teils
Besonders der erste Teil provozierte heftige Kritik, weil er Fehler und unbelegte Thesen enthält. Zu den Falschangaben gehören:
- 12 statt 11 Brüder Josephs,
- der 25. Dezember sei bereits im Urchristentum als Geburtstag Jesu Christi genannt,
- zwischen dem 22. und 25. Dezember ändere sich der Sonnenstand nicht.

Chris Forbes, Althistoriker mit dem Schwerpunkt Frühes Christentum an der Macquarie University, nennt weitere Fehler:
- Ra, nicht Horus, war der ägyptische Sonnengott.
- Isis, die Mutter des Horus in der ägyptischen Mythologie, war nach den Quellen keine Jungfrau.
- Auch die Mütter von Krishna, Dionysos und Attis waren nach den Quellen keine Jungfrauen.
- Anubis als „Täufer“ sei unbelegt.
- Horus werde nicht gekreuzigt, ja nicht einmal getötet.
- Alle Ereignisse der Isis-Osiris-Horus-Geschichten werden von den Quellen in der „Traumzeit“, also vorgeschichtlicher, mythologischer Zeit situiert.
- Der 25. Dezember ist kein Datum des ägyptischen Kalenders und weder als Geburtstag Jesu Christi noch des Mithras noch des Dionysos überliefert.